# Nick Hexum
Nick Hexum (nascido em Madison, Wisconsin) é um músico estadunidense, vocalista da banda 311. Hexum estudou em Westside High School, em Omaha, Nebraska. Lá, ele participava da banda de jazz da escola, e tocou em várias bandas locais como "The Extras", "The Ed", "The Right Profile" e "Unity". Na década de 1980, Nick mudou-se para Los Angeles para seguir a carreira musical, mas ele encontrou a sua oportunidade de tocar em casa em Omaha anos mais tarde. Seu amigo e futuro companheiro de banda, Chad Sexton, o convenceu a voltar para Omaha começar uma banda com outros amigos Aaron Wills e Jim Watson,a banda que acabaria por levar o nome 311.

## Formação do 311
311 começaram a tocar juntos em 1988. Em 1990 Nick percebeu que a única maneira de serem notados seria lançando discos. assim, Nick começou sua própria gravadora chamada What Have You Records e a usou para começar a liberar os álbuns do 311. A banda lançou três álbuns (Dammit!, Unity, e Hydroponic) e um EP (Downstairs EP), antes de assinar contrato com a Capricorn Records, em 1992.

## Vida pessoal e projetos
Hexum apareceu na trilha de Joe Strummer It's a Rockin' World, do Chef Aid: The South Park Album juntamente com Flea e Tom Morello.
Contribuiu com vocais para a faixa "Age of Consent" no CD de Neverending White Lights em 2006. Neverending White Lights é liderada por Daniel Victor e vários artistas famosos, principalmente no Canadá e nos Estados Unidos.
Nick teve sua participação em "Jump Right In" no álbum Masters of Styles de The Urge. Também aparece em "Stay On" do álbum autointitulado de Sugar Ray. Fez remixes de reggae / hip-hop para Lenny Kravitz e No Doubt.
Nick Hexum comprou uma ilha privada de férias na costa da Flórida, e a rebatizou como "Money & Melody". O local está disponível para ser comprado por 3,799 milhões de dólares e também pode ser alugado.
Hexum também criou uma organização sem fins lucrativos dedicada a apoiar diversas causas ambientais chamada Liberal Hexum, que incide sobre o aquecimento global. Nick completou a maratona de Los Angeles como seu primeiro evento de caridade.
Ginsing Clothing é a linha de roupas de Nick, iniciado na década de 1990.
em 2017, participou do álbum The Knife, da banda Goldfinger, cantando na faixa "Liftoff".